# Куасса, Пол
Пол Аарукаак Куасса (англ. Paul Aarulaaq Quassa, род. 12 января 1952 года) — канадский политик, четвёртый премьер-министр Нунавута, занимавший должность с 21 ноября 2017 года по 14 июня 2018 года.

## Биография
Куасса родился в иглу в охотничьем лагере близ Иглулика. В 90-х годах XX века занимал пост президента «Tunngavik Federation of Nunavut», был одним из инициаторов создания рабочей группы, деятельность которой привела к отделению территории Нунавут от Северо-Западных территорий. Был отстранён от поста президента федерации после обвинений в сексуальном домогательстве в отношении женщины, которые были сняты в ходе судебного процесса, вследствие чего Куасса был восстановлен в должности.

## Политическая карьера
Впервые был избран в Законодательное собрание Нунавута по итогам выборов 2013 года от избирательного округа Аггу. В правительстве Нунавута 4-го созыва занимал должность министра образования. Был переизбран в Заксобрание в ходе выборов 2017 года, и по итогам тайного голосования занял должность премьер-министра Нунавута.
14 июня 2018 года Законодательное собрание Нунавута проголосовало большинством (16 «за» к 3 «против») за отставку действующего премьера, назначив его преемником бывшего вице-премьера Джо Савикатаака.